# Княжецкая, Екатерина Андреевна
Екатерина Андреевна Княжецкая (урожд. Баумгарт; 1900, Россиены Ковенской губернии — февраль 1986, Ленинград) — советский историк науки, библиограф. Действительный член Всесоюзного географического общества (с 1954).
Внучка русского военного теоретика, генерала от артиллерии Николая Андреевича Баумгарта (1814—1893).

## Биография
Екатерина Андреевна Княжецкая (урожд. Баумгарт) родилась 29 июня 1900 года в Россиены Ковенской губернии (ныне город Расейняй, Литва). Жила в Санкт-Петербурге (Петрограде). Её отец, Андрей Николаевич Баумгарт (1861—1921), служил делопроизводителем в Крестьянском банке.
После февральской и октябрьской революций 1917 года, а также с началом Гражданской войны, жизнь в Петрограде была связана с большими лишениями. В 1918 году Княжецкая окончила гимназию и поступила на историко-литературное отделение Педагогического института, однако вскоре вынуждена была оставить занятия. После смерти дяди Михаила Николаевича Баумгарта (1865—1918) одна содержала больного отца, мать и младшую сестру. С 1918 года работала статистиком в карточном бюро Продовольственного управления в Петрограде. В 1921 году, после замужества и рождения сына Сергея, а также последовавшей в тот же год смерти отца, оставила работу.
Её муж, Михаил Николаевич Княжецкий (1880—1932), с детства увлекался чтением и книжным делом, имел собственное собрание книг, рукописей, документов, гравюр, которые он сумел сохранить за время своих многочисленных переездов, войн и социальных потрясений, потеряв всё остальное имущество. В 1925—1930 годах он работал в Публичной библиотеке. Умер после длительной болезни острой формой туберкулёза.
В 1928 году Княжецкая поступила на Высшие курсы библиотековедения при Государственной Публичной библиотеке. После окончания курсов в 1930 году назначена заведующей библиотекой Финансовой академии, но в том же году перешла на работу старшим библиотекарем в Ленинградский машиностроительный институт (отраслевой вуз Ленинградского политехнического института). В 1931 году поступила по совместительству заведующей библиотекой Ленинградского гидротехнического института (отраслевой вуз Ленинградского политехнического института). После того, как в 1934 году Машиностроительный и Гидротехнический институты влились в Ленинградский индустриальный институт, Княжецкая стала работать там заведующей библиотекой гидротехнического факультета (по 1936).
В сентябре 1934 года Княжецкая устроилась по совместительству в библиотеку Физико-технического института, где проработала до августа 1943 года в должности заведующей, и получила положительную характеристику, подписанную академиком А. Ф. Иоффе.
После начала Великой Отечественной войны, во время последовавшей затем блокады Ленинграда, Княжецкая оставалась в осаждённом городе. Со 2 сентября 1943 года она перешла на работу главным библиотекарем во II филиал Публичной библиотеки, где начала участвовать в создании коллекции «Ленинград в Великой Отечественной войне». Весной 1944 года получил тяжёлое ранение её сын Сергей, воевавший на фронте, и в апреле того же года руководство библиотеки предоставило ей командировку в Кинешму, где он находился на излечении в эвакогоспитале. В августе 1944 года ей с большим трудом удалось привезти сына, ставшего инвалидом, в Ленинград. В октябре 1944 года вернулась на работу главным библиотекарем, а затем заведующей библиотекой Физико-технического института и уволилась из Публичной библиотеки 7 декабря 1944 года.
С 1936 по 1941 и с 1945 по 1951 годы в «Журнале технической физики» под редакцией Княжецкой ежемесячно печаталась библиография новейшей русской и иностранной специальной литературы. В 1951 году она перешла на работу старшим редактором в Научно-библиографический отдел БАН. Здесь занималась организацией комплектования и обработкой книг для библиотек по трассе строительства Туркменского канала. В дальнейшем, после сворачивания хозяйственной системы ГУЛАГа, это строительство было прекращено.
В процессе этой работы Княжецкая заинтересовалась географической литературой и подготовила библиографический указатель «Западный Узбой» (опубликован в 1956). При работе над указателем она сделала несколько открытий, получивших признание со стороны профессиональных учёных-географов.
В октябре 1954 года Княжецкая была избрана действительным членом Всесоюзного географического общества. Она всегда была участником совещаний и конференций, организуемых обществом, являлась автором многочисленных историко-географических статей в «Известиях ВГО». Главной темой её исследовательских интересов стали русские географические открытия XVIII века, в основном Петровской эпохи, картография этого периода.
Одновременно с активной научной деятельностью в Географическом обществе Княжецкая работала по своему основному профилю в различных библиотеках сети БАН. В 1956 году она перешла на работу в библиотеку Ленинградского Дома учёных, в 1963 — в библиотеку Института физиологии имени И. П. Павлова. Там она проработала старшим редактором до ухода на пенсию в марте 1967 года.
Умерла в Ленинграде в феврале 1986 года. Похоронена на Никольском кладбище Александро-Невской лавры, в семейной ограде Баумгартов и Княжецких. Над могилами установлен гранитный крест на постаменте.

## Научные публикации
- Шафрановский К. И., Княжецкая Е. А. Карты Каспийского и Аральского морей, составленные в результате экспедиции Александра Бековича-Черкасского 1715 г. // Известия ВГО. 1952. № 6.
- Шафрановский К. И., Княжецкая Е. А. О картах залива Кара-Бугаз-Гол первой половины XVIII столетия // Известия АН СССР. Серия географическая. 1955. № 4.
- Княжецкая Е. А. Литература о Западном Узбое, 1714—1950: Библиогр. указатель / Под ред. К. И. Шафрановского; Акад. наук Туркм. ССР. Б-ка Акад. наук СССР. — Ашхабад: Изд-во Акад. наук Туркм. ССР, 1956. — 136 с. — 1000 экз.
- О причинах избрания Петра I членом Парижской Академии наук // Известия ВГО. 1960. № 2.
- Княжецкая Е. А. Судьба одной карты (о географе А. Бековиче-Черкасском) / Е. А. Княжецкая; Предисл. д-ра геогр. наук Б. А. Федоровича; Художник А. Е. Скородумов. — М.: Мысль, 1964. — 120 с. — (Географическая серия). — 25 000 экз. (обл.)
- Первые русские съёмки Западной Сибири // Известия ВГО. 1966. № 4.
- Чертёж пути казака Фёдора Скибина из Тобольска в казачью орду, 1697 // Известия ВГО. 1969. № 2.
- Когда был основан Усть-Каменогорск // Известия ВГО. 1969. № 1.
- Новое о карте Каспийского моря К. П. Вердена и Ф. И. Соймонова // Известия ВГО. 1970. № 3.
- Начало русско-французских научных связей // Французский ежегодник. 1972 Архивная копия от 10 сентября 2016 на Wayback Machine. — М.: Наука, 1974. — 352 с.
- Княжецкая Е. А. Пётр I — организатор исследований Каспийского моря // Вопросы географии Петровского времени: Сборник статей / Под ред. М. И. Белова; Географическое общество СССР. — Л.: Гидрометеоиздат, 1975. — 80 с.